# Polyhalogénure
Les ions polyhalogénures sont des espèces chargées composées de plusieurs atomes d'halogène (c'est-à-dire de fluor, chlore, brome, iode ou astate, l'iode étant le plus commun).
On appelle également « polyhalogénures » les sels et composés qu'ils forment par réaction chimique, et plus généralement les composés qui comportent plusieurs atomes d'halogène. 

## Ions
On distingue les ions isopolyhalogènes, qui ne comportent qu'un seul type d'halogène (comme l'ion triiodure), et les hétéropolyhalogènes, qui sont composés de plusieurs halogènes différents (comme l'ion dichloroidure ICl2−).

## Composés
Le poly(chlorure de vinyle) est l'un des polyhalogénures les plus répandus. Il n'est pas synthétisé par réaction d'un polyhalogénure, mais par polymérisation d'un monohalogénure — le chlorure de vinyle.